# Anthohebella najimaensis
Anthohebella najimaensis är en nässeldjursart som först beskrevs av Hirohito 1995.  Anthohebella najimaensis ingår i släktet Anthohebella och familjen Hebellidae. Inga underarter finns listade i Catalogue of Life.